# Onyx ORE-1
Chronologie des modèles (1989-1990)
L'Onyx ORE-1 est la monoplace de Formule 1 engagée par l'écurie Onyx Grand Prix dans le cadre du championnat du monde de Formule 1 1989. Elle est pilotée par le Suédois Stefan Johansson et le Belge Bertrand Gachot, remplacé en cours de saison par le Finlandais Jyrki Järvilehto. En 1990, une version B est alignée en course et confiée à Johansson, remplacé par le Suisse Gregor Foitek à la suite du rachat de l'écurie par Peter Monteverdi, et Järvilehto. Le châssis est alors renommé Monteverdi ORE-1B.

## Historique

### Saison 1989

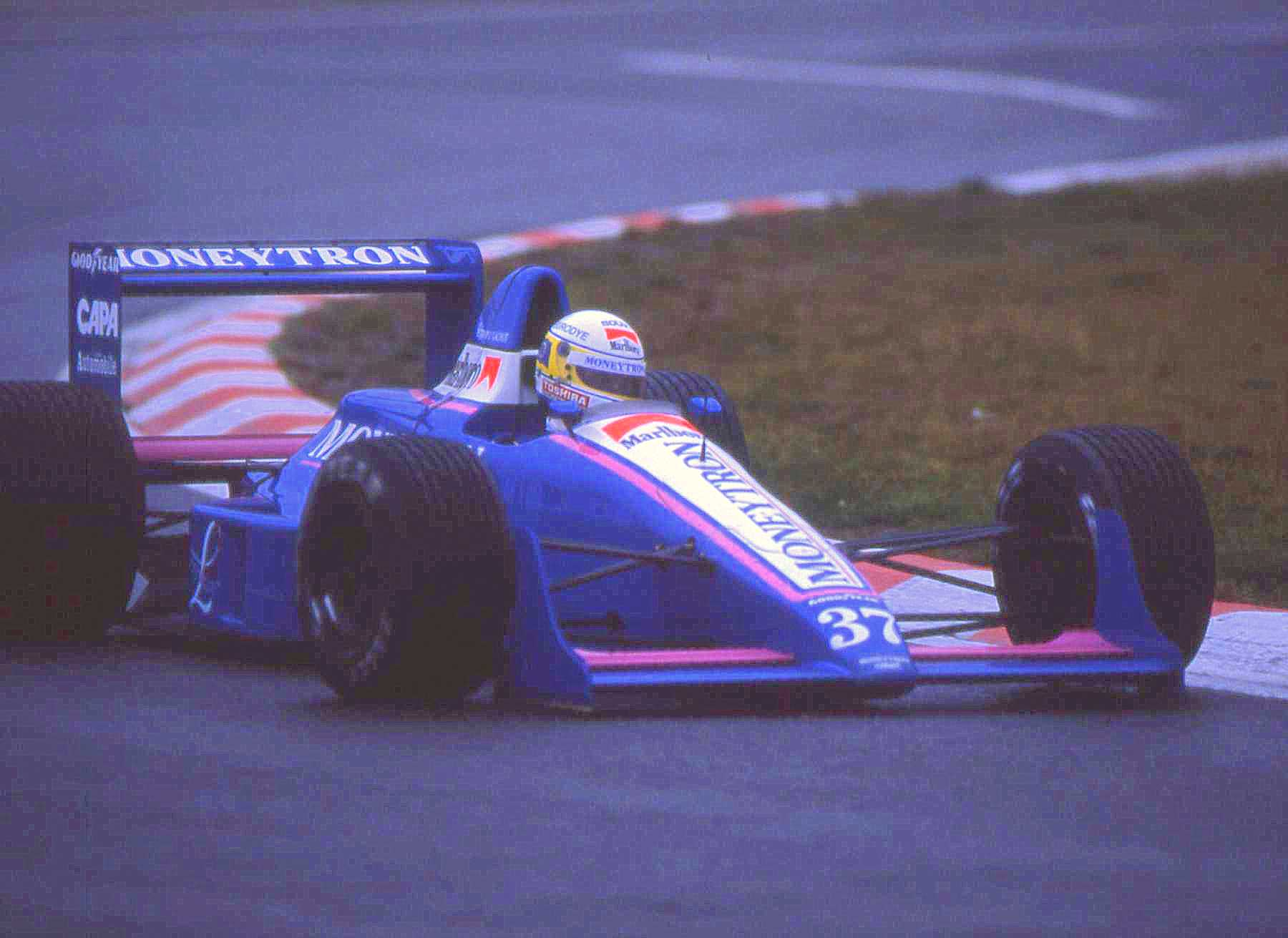
L'Onyx ORE-1 de Bertrand Gachot au Grand Prix de Belgique 1989.

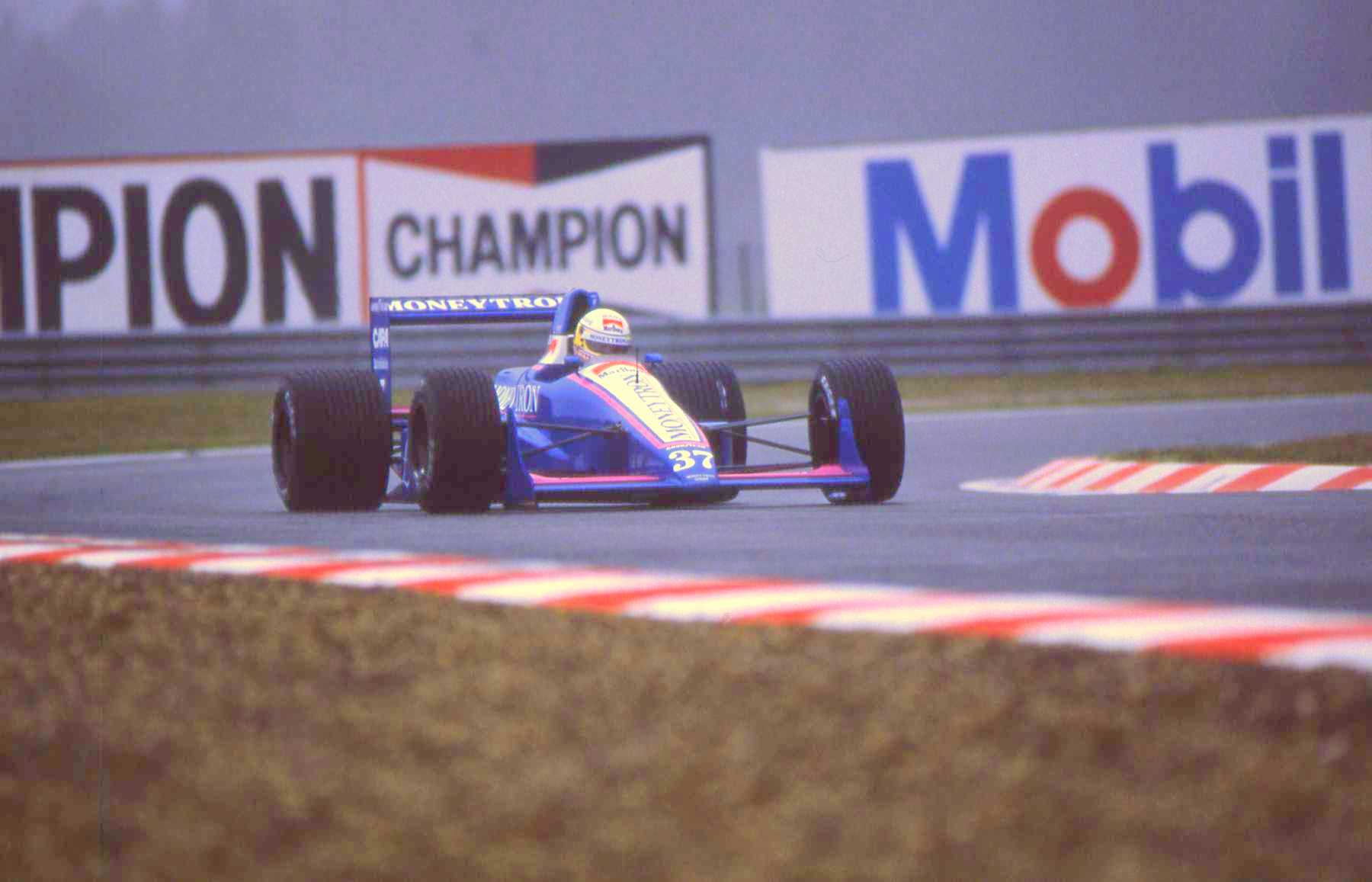
Bertrand Gachot sur Onyx ORE-1 en Belgique.

Mike Earle, fort du succès d'Onyx Grand Prix en championnat international de Formule 3000, s'engage en Formule 1 en 1989. Le budget de l’écurie est essentiellement assurée par Marlboro et la société Moneytron de l'homme d'affaires belge Jean-Pierre van Rossem, qui soutient le Belge Bertrand Gachot.
Les trois premières manches de la saison ne se soldent que par des non-préqualifications pour Stefan Johansson et Bertrand Gachot, dont la monoplace a très peu roulé lors des essais hivernaux. En marge du Grand Prix de Monaco, Jean-Pierre van Rossem rachète la majorité des parts de l'écurie.
Stefan Johansson obtient sa première qualification lors de la quatrième manche du championnat, disputé au Mexique. Élancé depuis la vingtième position, le Suédois remonte à la onzième place avant d'abandonner au dix-septième tour à la suite d'une rupture d'embrayage,. Il abandonne également aux États-Unis à cause d'un problème de suspension alors qu'il était septième. Au Grand Prix du Canada, disputé sous la pluie, Johansson effectue un premier arrêt dès le troisième tour, mais dans la panique, ses mécaniciens oublient de retirer le tuyau d'air et le pistolet pneumatique de sa monoplace. Cette manœuvre dangereuse est sanctionnée d'un drapeau noir, et donc d'une disqualification, onze boucles plus loin.
En France, les deux pilotes Onyx se préqualifient, puis se qualifient pour la course. Parti onzième, Gachot termine treizième, tandis que Johansson, parti de la treizième position, finit cinquième et marque les deux premiers points d'Onyx en Formule 1,. Or, le Suédois échoue à se préqualifier pour la manche suivante, en Grande-Bretagne, tandis que son équipier franchit l'arrivée en douzième et dernière position. Lors de l'échauffement du dimanche matin, Gachot détruit sa monoplace et doit disputer la course avec la voiture-mulet réglée par Johansson,,.
En marge du Grand Prix d'Allemagne, Jean-Pierre van Rossem affirme vouloir engager le champion du monde Alain Prost pour 1990, tandis que les rumeurs envoient un autre champion du monde, Keke Rosberg, chez Onyx. En outre, il espère obtenir un partenariat moteur avec le constructeur allemand Porsche, qui fournit des blocs V12. De son côté, Gachot, dont le poste est menacé, se qualifie en vingt-troisième pour son quatrième Grand Prix de la saison en onze engagements. Il abandonne à la suite d'une rupture de moyeu. Il subit le même sort en Italie, où il effectue une sortie de piste.
La veille du Grand Prix du Portugal, Pierre Van Vliet, le manager de Gachot, publie un communiqué dans lequel son pilote affirme qu'Onyx ne doit sa survie qu'à l'argent qu'il apporte via Moneytron et dénonce le fait que l'écurie favorise Stefan Johansson. Ces propos lui valent d'être limogé par Mike Earle, avec effet immédiat. Alors qu'il est remplacé par le Finlandais Jyrki Järvilehto, le Suédois obtient l'unique podium de l'histoire de l’écurie, en terminant troisième de l'épreuve,.
À l'issue d'une première saison prometteuse mais dont la fin se passe de manière anonyme, Onyx Grand Prix termine dixième du championnat du monde des constructeurs avec six points, tous marqués par Stefan Johansson, classé douzième du championnat du monde des pilotes.

### Saison 1990
Durant l’intersaison, Jean-Pierre Van Rossem rachète les parts restantes à Mike Earle et son adjoint Joe Chamberlain, mais l’homme d'affaires belge perd sa fortune à la suite du décès de son épouse. Alors accusé d'escroquerie, il quitte la direction d'Onyx, endettée de six millions de dollars. Le groupe japonais Middlebridge rachète alors l'écurie et prévoit de la fusionner avec Brabham Racing Organisation, mais finalement, Onyx est rapidement revendue à l'homme d'affaires suisse Peter Monteverdi, qui réengage Earle et Chamberlain à la tête de l'écurie, et Karl Foitek. Si Onyx, grâce aux bonnes performances obtenues en 1989, n'a plus à passer l'écueil des préqualifications, le début de saison est assurée par une monoplace n’ayant subie aucune évolution depuis la fin du championnat précédent.
Pour la manche inaugurale, aux États-Unis, aucun pilote Onyx ne se qualifie : Stefan Johansson détruit sa monoplace dans une sortie de piste, tandis que Jyrki Järvilehto est victime d'une casse moteur. L'écurie, endetté auprès de Ford-Cosworth, n'a aucun bloc de rechange pour remplacer le moteur défectueux. Au Brésil, les deux pilotes échouent encore à se qualifier, en raison de problèmes de frein et de cardan.
À partir du Grand Prix de Saint-Marin, Onyx aligne la ORE-1B, qui n'est que la monoplace de 1989 adaptée à la nouvelle réglementation technique, puisque la petite structure britannique n'a plus de liquidités. Mike Earle quitte la direction d'Onyx tandis que Stefan Johansson est limogé et remplacé par Gregor Foitek, dont le père est actionnaire de l'écurie. Le Suisse obtient le meilleur résultat de la saison dès la manche suivante, à Monaco, où il termine septième. Ce dernier est ouvertement avantagé en disposant d'un meilleur matériel que son équipier,.
L'écurie Onyx, à la gestion désormais étrange, ne fait désormais parler d'elle que pour ses frasques en dehors de la piste : en marge de l'épreuve canadienne, Jenkins est limogé. En outre, Peter Monteverdi souhaite déménager l'écurie près de Bâle, en Suisse, afin d'éviter la saisie des actifs de l'équipe britannique : la justice a en effet condamné Onyx à verser des dommages et intérêts à Bertrand Gachot, Stefan Johansson, Mike Earle et Alan Jenkins, pour licenciements abusifs. Installé en Suisse en juillet 1990, Monteverdi rebaptise de son nom l'écurie et annonce dessiner lui-même la Monteverdi ORE-2, censée disputer le championnat 1991, avec l'aide technique de Porsche, qui lui prêterait sa soufflerie.
À compter du Grand Prix d'Allemagne, l'écurie est officiellement engagée sous le nom Monteverdi Onyx Formula One, mais plus aucun ingénieur ne travaille pour Peter Monteverdi, qui assure lui-même la mise au point de la monoplace de Gregor Foitek lors du Hongrie. De son côté, Jyrki Järvilehto demande à Ken Anderson, un ancien ingénieur de l'écurie, de préparer sa voiture à titre privé. Cependant, la sécurité des pilotes n'est plus assurée, puisque la ORE-1B ne dispose d'aucune pièce de rechange, faute de moyens. Lors des qualifications, Foitek est victime d'un accident à la suite de la rupture de sa suspension arrière, trop vétuste. Le soir même, lui et son père quittent l'écurie.
L'écurie Onyx disparaît peu avant la manche suivante, organisée en Belgique : Peter Monteverdi est endetté à hauteur de 400 000 dollars auprès de Goodyear, qui refuse de fournir le moindre pneumatique tant que l'équipe suisse n'a pas réglé sa facture.

## Résultats en championnat du monde de Formule 1
| Saison | Écurie                                                 | Moteur               | Pneus    | Pilotes          | Courses | Courses | Courses | Courses | Courses | Courses | Courses | Courses | Courses | Courses | Courses | Courses | Courses | Courses | Courses | Courses | Points inscrits | Classement |
| Saison | Écurie                                                 | Moteur               | Pneus    | Pilotes          | 1       | 2       | 3       | 4       | 5       | 6       | 7       | 8       | 9       | 10      | 11      | 12      | 13      | 14      | 15      | 16      | Points inscrits | Classement |
| ------ | ------------------------------------------------------ | -------------------- | -------- | ---------------- | ------- | ------- | ------- | ------- | ------- | ------- | ------- | ------- | ------- | ------- | ------- | ------- | ------- | ------- | ------- | ------- | --------------- | ---------- |
| 1989   | Moneytron Onyx Formula One                             | Ford-Cosworth DFR V8 | Goodyear |                  | BRÉ     | SMR     | MON     | MEX     | USA     | CAN     | FRA     | GBR     | ALL     | HON     | BEL     | ITA     | POR     | ESP     | JAP     | AUS     | 6               | 10e        |
| 1989   | Moneytron Onyx Formula One                             | Ford-Cosworth DFR V8 | Goodyear | Stefan Johansson | Npq     | Npq     | Npq     | Abd     | Abd     | Dsq     | 5e      | Npq     | Abd     | Abd     | 8e      | Npq     | 3e      | Npq     | Npq     | Npq     | 6               | 10e        |
| 1989   | Moneytron Onyx Formula One                             | Ford-Cosworth DFR V8 | Goodyear | Bertrand Gachot  | Npq     | Npq     | Npq     | Npq     | Npq     | Npq     | 13e     | 12e     | Nq      | Abd     | Abd     | Abd     |         |         |         |         | 6               | 10e        |
| 1989   | Moneytron Onyx Formula One                             | Ford-Cosworth DFR V8 | Goodyear | Jyrki Järvilehto |         |         |         |         |         |         |         |         |         |         |         |         | Npq     | Abd     | Npq     | Abd     | 6               | 10e        |
| 1990   | Moneytron Onyx Formula One Monteverdi Onyx Formula One | Ford-Cosworth DFR V8 | Goodyear |                  | USA     | BRÉ     | SMR     | MON     | CAN     | MEX     | FRA     | GBR     | ALL     | HON     | BEL     | ITA     | POR     | ESP     | JAP     | AUS     | 0               | Non classé |
| 1990   | Moneytron Onyx Formula One Monteverdi Onyx Formula One | Ford-Cosworth DFR V8 | Goodyear | Stefan Johansson | Nq      | Nq      |         |         |         |         |         |         |         |         |         |         |         |         |         |         | 0               | Non classé |
| 1990   | Moneytron Onyx Formula One Monteverdi Onyx Formula One | Ford-Cosworth DFR V8 | Goodyear | Gregor Foitek    |         |         | Abd     | 7e      | Abd     | 15e     | Nq      | Nq      | Abd     | Nq      |         |         |         |         |         |         | 0               | Non classé |
| 1990   | Moneytron Onyx Formula One Monteverdi Onyx Formula One | Ford-Cosworth DFR V8 | Goodyear | JJ Lehto         | Nq      | Nq      | 12e     | Abd     | Abd     | Abd     | Nq      | Nq      | Nc      | Nq      |         |         |         |         |         |         | 0               | Non classé |

Légende : ici